# Hrastnik
Hrastnik (IPA: [ˈxraːstnik], németül: Eichthal IPA: [ˈaeçtaːl]) város és község neve Szlovénia Zasavska régiójában. Történelmileg Alsó Stájerországhoz tartozott. A Száva egy kisebb mellékfolyójának völgyében helyezkedik el. Szénbányáiról ismert. A szénbányászat 1804-ben kezdődött meg. 1848-ban a várost összekötötték az osztrák vasútvonallal, ami további fejlődést eredményezett. Ezen kívül jelentős az üveggyártási ipar is. Lakosainak száma 4962 fő (2020. január 1.).
A község területének 3/5 erdők borítják. A várost három hegy veszi körül: a Kum (1220 m), a Mrzlica (1122 m) és a Kopitnik (910 m). A Kopitnik körüli terület védett. Olyan állatkák, mint a siketfajd és a zerge, szabadon élnek az erdőkben.
A városi templom Krisztus Királynak lett szentelve és a  Celjei egyházmegye alá tartozik. 1936-ban építették.

## Népessége
| 2020 | 4 962 |